# Felsőnyíresd
Felsőnyíresd (1899-ig Felső-Breznicz, szlovákul Horná Breznica) község Szlovákiában, a Trencséni kerületben, az Puhói járásban.

## Fekvése
Puhótól 12 km-re nyugatra, a Zubák-patak partján fekszik.

## Története
1388-ban „Breznycze” néven említik először. 1471-ben „Kys Breznycza”, 1515-ben „Kys Berzencze”, később „Felső Breznicz” néven bukkan fel az írott forrásokban. A lednici váruradalomhoz tartozott. 1598-ban 31 háza, 1720-ban 2 malma és 18 azózó háztartása volt. 1784-ben 64 házában 77 családban 430 lakos élt.
A 18. század végén Vályi András így ír róla: „BREZNITZ. vagy Breznitza, Alsó Breznitz, Dolna Breznitza, felső Breznits, és Zapos, vagy Nemes Breznitza. Három egymáshoz közel lévő tót faluk Trentsén Vármegyében, birtokosa Nozdrovitzky Uraság, lakosai katolikusok, fekszenek hegyek között, Rovnye Lednitznek szomszédságokban, a’ Vág Beszterzei hegyekhez is közel. Határjaik középszerűek, réttyeik jók, legelőjök elég, eladásra meglehetős alkalmatosságok, második Osztálybéliek.”
1828-ban 56 háza és 580 lakosa volt, akik főként mezőgazdasággal foglalkoztak.
Fényes Elek 1851-ben kiadott geográfiai szótárában így ír a faluról: „Breznicz (Felső-), Trencsén vármegyében, Ledniczhez 1 óra: 485 katholikus, 7 zsidó lak. F. u. gr. Erdődy.”
A trianoni békéig Trencsén vármegye Puhói járásához tartozott. 1918 után lakói főként idénymunkákból éltek, de sokan kivándoroltak a tengerentúlra.

## Népessége
| Év:            | 1994. | 2004.   | 2014.   | 2024.   |
| -------------- | ----- | ------- | ------- | ------- |
| Emberek száma: | 461   | 451     | 475     | 497     |
| Eltérés:       |       | -2,16 % | +5,32 % | +4,63 % |

| Év:            | 2023. | 2024.   |
| -------------- | ----- | ------- |
| Emberek száma: | 498   | 497     |
| Eltérés:       |       | -0,20 % |

1910-ben 507, túlnyomórészt szlovák lakosa volt.
2001-ben 453 lakosából 452 szlovák volt.
2011-ben 473 lakosából 456 szlovák volt.